# Fort de Bramafam (Bardonecchia)
Le Fort de Bramafam est une fortification qui se trouve dans le Val de Suse, près de Bardonnèche (À). Construit sur la crête du même nom (1447 m.s.l'.m.) à la limite sud-est du bassin de Bardonnèche, Ses dimensions et son armement permettent de le considérer comme la plus grande fortification construite à la fin du XIXe siècle dans les Alpes Cottiennes.

## L'histoire
Le fort a été construit entre 1874 et 1889 pour défendre la ligne de chemin de fer Turin-Modane , et le tunnel ferroviaire du Fréjus, inauguré en ces années-là. Au plus fort de son activité, il hébergeait plus de 200 unités, contrôlait la ville de Bardonnèche, les vallons de la Rho et du Frèjus et protégeait, d'éventuelles attaques françaises,  l'entrée italienne du tunnel ferroviaire .
À l'origine, le fort, dont la construction n'était pas terminée avait été doté de 4 canons 9 ARC Ret, protégés par des barbettes qui étaient pointés vers l'entrée du tunnel ferroviaire. Entre 1883 et 1889, il prend la forme d'une vrai fort et il est équipé de diverses pièces d'artillerie. En 1892, un rapport du Deuxième Bureau (le service de renseignements de l'armée française, entre 1871 et 1940), indique que l'on peut considérer que la construction du fort est  terminée et qu'il sera bientôt équipé avec de tourelles d'artillerie.
Le Fort de Bramafam reçoit  en fait, les premières installations d'artillerie blindée utilisées par les fortifications du Royaume d' Italie. Elles ont été achetées la société allemande Grusonwerke de Magdebourg, et équipées d'un canon 12 GRC Ret de 120 mm. L'ouvrage reçoit également quatre tourelles escamotables Gruson pour canon à tir rapide de 57 mm. Chacune est composée d' une tour métallique qui affleure, en temps normal,  la surface supérieure du plan de la toiture. Un mécanisme de contrepoids permet de la lever, et de faire sortir le canon, de tirer, puis de revenir à la position initiale; Ces systèmes sont semblables à ceux qui sont installés au Fort de la Colle delle Finestre et la Forte Combe près de Giaglione). Le Fort de Bramafam, disposait en outre de 6 canons de 87B en barbette, de 2 canons de 15 GRC Ret et d'autres pièces prêtes à être mises  en batterie en cas de nécessité.
Pendant la Première guerre mondiale, le Fort de Bramafam est partiellement désarmé et sert de camp pour les prisonniers autrichiens que l'état emploie à l'entretien des routes militaires et du tunnel du Fréjus. Dans les années 1930, l'ouvrage est intégré au Mur Alpin  grâce à la construction de deux "centres de  résistance" souterrains du et armé, en plus de 2 tours 120/21, d'une section de canons de 149/35. Bien que sa conception technique est désormais  dépassée, le fort est continuellement doté d'une garnison et armé.
Le 21 juin 1940, pendant l'offensive italienne contre la France, le fort est bombardé par des tirs de l'artillerie et des bombes larguées à partir de sept avions de chasse français : les dégâts sont cependant limités à quelques structures externes.
En septembre 1943, le Fort de Bramafan est occupé par une petite garnison allemande qui, par crainte des coups de main des partisans, mine les alentours.Les derniers soldats allemands le quittent le matin du 27 avril 1945. Après la fin des hostilités, l'ouvrage est évacué, en application d'une clause du traité de paix (article 47) et abandonné à son sort.

## Le fort aujourd'hui
Le Fort de Bamafam est aujourd'hui un musée géré par l'Associazione per gli Studi di Storia e Architettura Militare (ASSAM) de Turin qui pilote, à l'aide des réparations qui sont jugées nécessaires, sa restauration et son adaptation en tant que musée et lieu destiné à accueillir des  expositions et des événements.